# BMW Open 1997 (Badminton)
Die BMW Open 1997 im Badminton fanden vom 12. bis zum 14. Dezember 1997 in Saarbrücken statt.

## Finalergebnisse
| Disziplin    | Sieger                             | Finalist                            | Ergebnis    |
| ------------ | ---------------------------------- | ----------------------------------- | ----------- |
| Herreneinzel | Chris Bruil                        | Martin Lundgaard Hansen             | 15:2, 15:10 |
| Dameneinzel  | Tine Rasmussen                     | Heike Schönharting                  | 12:9, 11:9  |
| Herrendoppel | Martin Lundgaard Hansen Janek Roos | Dharma Gunawi Yoseph Phoa           | 15:9, 15:10 |
| Damendoppel  | Tine Rasmussen Ann-Lou Jørgensen   | Erica van den Heuvel Anne Hönscheid | 17:15, 15:8 |
| Mixed        | Janek Roos Ann-Lou Jørgensen       | Michael Keck Erica van den Heuvel   | 15:7, 15:7  |